# Jakup Krasniqi
Jakup Krasniqi (Fatos, Yugoslavia, 1 de enero de 1951) es un político kosovar.
Desde 2007 ejerce como presidente de la Asamblea de Kosovo, la cámara legislativa de dicho territorio. Tras la renuncia de Fatmir Sejdiu el 27 de septiembre de 2010 asumió el cargo de Presidente de la República de Kosovo de forma interina.
Jakup Krasniqi nace en Negrofc, Glogobac (Yugoslavia), actual Kosovo. Terminó la escuela primaria en su ciudad natal, mientras que en 1965 su bachillerato lo terminó en Pristina hasta 1971. Asistió a la facultad de Filología de la Universidad de Pristina y se graduó en 1976.
El 12 de diciembre de 2007 se convierte en presidente de la asamblea nacional. Está casado, tiene 4 hijos, 3 hijas y un hijo. Durante la guerra de Kosovo fue el portavoz del Ejército de liberación de Kosovo (ELK)
El 28 de septiembre de 2010 Fatmir Sejdiu renunció al cargo de presidente de Kosovo, y Krasniqi como titular de la asamblea de Kosovo asumió el cargo provisional hasta celebrar elecciones en diciembre.
El 31 de marzo de 2011 Behgjet Pacolli renunció al cargo de presidente de Kosovo, y Krasniqi como titular de la asamblea de Kosovo asumió el cargo de presidente interino por segunda vez.